# Marcus Acilius Glabrio (consul en 256)
Pour les articles homonymes, voir Acilius Glabrio.
Marcus Acilius Glabrio (fl. 256) est un homme politique de l'Empire romain.

## Biographie
Fils de Manius Acilius Glabrio.
Il est consul en 256.
Il avait pour fils Acilius Glabrio, pére de Acilius Faustinus, grand-père paternel de Marcus Acilius Faustinus, arrière-grand-père paternel de Acilius Glabrio, consularis vir, chrétien, et arrière-arrière-grand-père paternel de Acilius Glabrio Sibidius.